# Aragonese Kruistocht
De Aragonese Kruistocht of Kruistocht van Aragón werd in 1284 en 1285 uitgeroepen door paus Martinus IV tegen Peter III van Aragón. De reden was Peters recente verovering van Sicilië, hetgeen een pauselijk leengoed was. De paus riep op tot een kruistocht tegen Peter, die hij meteen ook in de ban deed en afzette als koning.
Peters grootvader en naamgenoot Peter II had het koninkrijk aan de paus overgedragen als leengoed. Martinus had het vervolgens aan Karel, graaf van Valois (later ook van Anjou) in leen gegeven, zoon van Filips III van Frankrijk en Isabella van Aragón. Een volle neef dus van Peter III.

## Ontwikkeling
Het conflict ontaardde snel in een soort burgeroorlog (en een familieoorlog) toen Peters broer Jacobus II van Majorca zich aan de kant van de Fransen schaarde. Jacobus had ook het graafschap Roussillon geërfd en bevond zich daarmee tussen de Franse en de Aragonese bezittingen. Peter had zich tegen Jacobus' erfenis verzet na de dood van hun vader en ondervond aldus de gevolgen ervan bij deze kruistocht.
In 1284 drongen de eerste Franse troepen onder Filips en Karel Roussillon binnen. Dit leger bestond uit 16.000 cavalerie, 17.000 kruisboogschutters, en 100.000 infanterie, samen met 100 schepen in Zuid-Franse havens. Alhoewel ze de steun van Jacobus hadden kwam de lokale bevolking in opstand. De stad Elne werd moedig verdedigd door de Bastaard van Roussillon, de onwettige zoon van Nuño Sánchez, wijlen graaf van Roussillon (1212-1242). Uiteindelijk viel de stad en werd de kathedraal platgebrand, ondanks de aanwezigheid van pauselijke legaten.
In 1285 groef Filips III de Stoute zich in voor de muren van Girona om de stad te belegeren. Het verzet was sterk maar de stad werd ingenomen. Karel werd er gekroond tot koning van Aragon op 28 april door kardinaal Jan Cholet die bij gebrek aan een kroon zijn eigen mijter op de graaf zijn hoofd zette. Hierop kreeg Karel de ietwat spottende bijnaam "de koning van de hoed".
De Fransen ondervonden echter al gauw tegenstand, want Peter III's admiraal Roger van Lauria versloeg en vernielde de Franse vloot in de slag bij Les Formigues. Tegelijkertijd werd het Franse kamp getroffen door een dysenterie-epidemie die ook Filips trof. De Franse troonopvolger Filips begon hierop onderhandelingen met Peter voor vrije doorgang voor de koninklijke familie door de Pyreneeën. De Franse troepen kregen die niet en werden gedecimeerd in de slag bij Col de Panissars. Filips III stierf op 5 oktober in Perpignan, de hoofdstad van Jacobus II, en werd begraven te Narbonne. Peter zelf stierf kort erna op 2 november 1285.

## Gevolgen
Historicus Henry John Chaytor omschreef de Aragonese Kruistocht als "waarschijnlijk de meest onrechtvaardige, onnodige en rampzalige onderneming ooit ondernomen door de Capetingse dynastie". De erfenis van deze kruistocht was miniem voor Frankrijk maar verwoestend voor Majorca als onafhankelijke macht. Peters zoon Alfons annexeerde de Balearen in de hierop volgende jaren. Pas in 1295 kwamen die door het verdrag van Anagni nadat het verdrag van Tarascon in 1291 Alfons officieel de kroon van Aragon had teruggegeven en de ban van de kerk opgeheven was.